# David Proval
David Proval (Brooklyn, 1942. május 20. –) amerikai színész.
Legismertebb szerepei Tony DeVienazo az Aljas utcák (1973) című bűnügyi filmben, valamint Richie Aprile a Maffiózók (1999–2007) című drámasorozatokban.

## Fiatalkora
Proval New York Brooklyn városrészében született, és egy többnyire olaszok és zsidók által lakott negyedeben nőtt fel. Anyja, Clara Katz egy romániai zsidó származású színésznő volt, aki Bukarestből telepedett ki Amerikába.

## Pályafutása
Pályafutása kezdetén Martin Scorsese Aljas utcák című 1973-as filmjében szerepelt. Több kisebb-nagyobb alakítása volt különböző filmekben és sorozatokban. Az 1980-as évek végén szerepelt Az őrület hullámhosszán (1989) című sci-fi vígjátékban. Az 1990-es évek folyamán játszott Harapós nő (1992), A remény rabjai (1994), a Négy szoba (1995),A fantom (1996) és a Szükségállapot című filmekben. A 2006-os Füstölgő ászok-ban maffiózót alakított.
Több sorozatban visszatérő szereplő volt: szerepelt a Kisvárosi rejtélyek és a Szeretünk Raymond epizódjaiban, Az elnök emberei című sorozat első évadjának 14. részében (A halálraítélt) Toby Ziegler rabbiját alakította. 2004-ben a Hallmark Channel Kísértő igazság című tévéfilmjében egy ikerpár mindkét tagját játszotta. 2012-ben a Just 45 Minutes from Broadway című filmben nyújtott alakítását a Wild Rose független filmes fesztiválon a legjobb mellékszereplőnek járó díjjal jutalmazták.
Szinkronszínészként az 1977-es Varázslók című animációs filmben egy robot, Necron 99 hangjaként volt hallható, illetve a Hey Good Lookin’ című filmben Crazy Shapiro hangját kölcsönözte.
A 48 óra című filmben Eddie Murphy színészi felkészítője volt.
Legismertebb sorozatbeli szerepe Richie Aprile New Jersey-i maffiózó volt az HBO Maffiózók című bűnügyi drámasorozatában. A műsor alkotója, David Chase a főhős, Tony Soprano szerepére is meghallgatta Provalt, azonban a főszerepet végül James Gandolfini kapta meg.
Filmes és tévés munkái mellett színházi szerepeket is elvállalt. 1985-ben a Requiem for a Heavyweight című műben Army Hakest alakította a New York-i Martin Beck Theatre-ben. Teljesítményét Drama Desk-díjra jelölték. 2001-ben Seymour Cohen szerepében lépett színpadra a Seltzer Man című egyszemélyes darabban (Tiffany Theater, Hollywood). 2011-ben Karen Black oldalán volt látható a Moses Supposes című színdarabban.

## Filmográfia

### Film
| Év   | Magyar cím                                 | Eredeti cím                             | Szerep                                            | Magyar hang      |
| ---- | ------------------------------------------ | --------------------------------------- | ------------------------------------------------- | ---------------- |
| 1973 | Aljas utcák                                | Mean Streets                            | Tony DeVienazo                                    | Csuja Imre       |
| 1973 | Kimenő éjfélig                             | Cinderella Liberty                      | matróz                                            |                  |
| 1975 | Rafferty és a lányok                       | Rafferty and the Gold Dust Twins        | The Incessant Talker                              |                  |
| 1976 | Harry és Walter New Yorkba megy            | Harry and Walter Go to New York         | Ben                                               | Juhász Jácint    |
| 1977 | Varázslók                                  | Wizards                                 | Necron 99 / Peace (hangja)                        |                  |
| 1978 |                                            | Nunzio                                  | Nunzio                                            |                  |
| 1982 |                                            | Hey Good Lookin’                        | Crazy Shapiro (hangja)                            |                  |
| 1983 | A törvény ökle                             | The Star Chamber                        | Nelson rendőrtiszt                                | Anger Zsolt      |
| 1987 | A szörnycsapat                             | The Monster Squad                       | pilóta                                            | Zágoni Zsolt     |
| 1988 | Egymás bőrében                             | Vice Versa                              | Turk                                              | Kálid Artúr      |
| 1988 |                                            | Shakedown                               | Larry                                             |                  |
| 1989 | Az őrület hullámhosszán                    | UHF                                     | gengszterek főnöke                                |                  |
| 1991 |                                            | The Walter Ego (rövidfilm)              | Phil Reardon                                      |                  |
| 1992 | Harapós nő                                 | Innocent Blood                          | Lenny                                             | Varga T. József  |
| 1993 | Rómeó vérzik                               | Romeo Is Bleeding                       | Scully                                            | Borbiczki Ferenc |
| 1993 |                                            | Strike a Pose                           | McTeague                                          |                  |
| 1994 | Ember a talpán                             | Being Human                             | George                                            |                  |
| 1994 | A remény rabjai                            | The Shawshank Redemption                | Snooze                                            | Szűcs Sándor     |
| 1994 | A Brady család                             | The Brady Bunch Movie                   | villanyszerelő                                    |                  |
| 1995 | Négy szoba                                 | Four Rooms                              | Sigfried                                          | Végvári Tamás    |
| 1995 | A gyémánt meló                             | To the Limit                            | Joey Bambino                                      |                  |
| 1996 | Fantom                                     | The Phantom                             | Charlie Zephro                                    | Orosz István     |
| 1996 | Felhőkarcoló                               | Skyscraper                              | biztonsági őr (stáblistán nem szerepel)           |                  |
| 1997 | A Bestia                                   | The Relic                               | Johnson őr                                        | Beratin Gábor    |
| 1997 |                                            | Flipping                                | Billy White rendőr / narrátor / Michael szeretője |                  |
| 1997 | Maffiából jeles                            | Dumb Luck in Vegas                      | Frank                                             |                  |
| 1998 |                                            | Mob Queen                               | George Gianfranco                                 |                  |
| 1998 | Szükségállapot                             | The Siege                               | Danny Sussman                                     | Várkonyi András  |
| 2000 | Rendkívüli hírek                           | Newsbreak                               | Jacob Johnson                                     |                  |
| 2001 |                                            | Zigs                                    | Mike apja                                         |                  |
| 2001 |                                            | The Hollywood Sign                      | Charlie                                           |                  |
| 2002 |                                            | 13 Moons                                | Mo Potter                                         |                  |
| 2002 |                                            | White Boy                               | Jim Lovero                                        |                  |
| 2003 | Bukmékerek                                 | Bookies                                 | Larry                                             |                  |
| 2005 | Beépített szépség 2. – Csábítunk és védünk | Miss Congeniality 2: Armed and Fabulous | Mr. Grant (stáblistán nem szerepel)               | Harsányi Gábor   |
| 2005 | One shot – Gyilkos kör                     | The Circle                              | Apa                                               |                  |
| 2005 |                                            | Angels with Angles                      | Howie Gold                                        |                  |
| 2006 |                                            | Hollywood Dreams                        | Caesar DiNatale                                   |                  |
| 2006 | Füstölgő ászok                             | Smokin' Aces                            | Victor Padiche                                    | Borbiczki Ferenc |
| 2007 | Szerva itt, pofon ott                      | Balls of Fury                           | maffiafőnök                                       |                  |
| 2007 |                                            | Frankie the Squirrel (rövidfilm)        | Lucky Smith                                       |                  |
| 2008 | Stiletto                                   | Stiletto                                | Mohammad                                          |                  |
| 2008 |                                            | Phantom Punch                           | Savino                                            |                  |
| 2009 | Irene és a pasik                           | Irene in Time                           | Norm Forentino                                    |                  |
| 2009 |                                            | The Deported                            | Chabuyo                                           |                  |
| 2010 |                                            | Pete Smalls Is Dead                     | Nimmo                                             |                  |
| 2010 | A ház úrnője                               | Queen of the Lot                        | Caesar                                            |                  |
| 2011 |                                            | Adventures of Serial Buddies            | Big Chicken                                       |                  |
| 2012 |                                            | Just 45 Minutes from Broadway           | Larry Cooper                                      |                  |
| 2012 |                                            | Silent But Deadly                       | Giovanni                                          |                  |
| 2012 |                                            | Wayward Pilgrim                         | Charlie bácsi                                     |                  |
| 2012 |                                            | Jerry and Tom (rövidfilm)               | Sal                                               |                  |
| 2013 |                                            | Last Curtain Call                       | Henry                                             |                  |
| 2014 |                                            | The M Word                              | Sam Sachs (stáblistán nem szerepel)               |                  |
| 2015 |                                            | Ovation                                 | Caesar                                            |                  |
| 2015 |                                            | Sharkskin                               | Charlie bácsi                                     |                  |
| 2016 |                                            | The Brooklyn Banker                     | Manny                                             |                  |
| 2017 |                                            | High and Outside                        | Don                                               |                  |
| 2017 |                                            | Dakota                                  | Bob Herbert                                       |                  |
| 2018 |                                            | Papa                                    | David Dresner                                     |                  |
| 2018 |                                            | Cabaret Maxime                          | Mr. Gus                                           |                  |
| 2019 |                                            | Rusty                                   | Charlie bácsi                                     |                  |
| 2019 |                                            | Lost Angelas                            | Vince Rose                                        |                  |
| 2019 |                                            | Five Families (rövidfilm)               | Benny                                             |                  |
| 2021 |                                            | Flinch                                  | Lee Vaughn                                        |                  |

### Televízió
| Év        | Magyar cím                     | Eredeti cím                               | Szerep                                          | Megjegyzések                                              |
| --------- | ------------------------------ | ----------------------------------------- | ----------------------------------------------- | --------------------------------------------------------- |
| 1973      | Kojak                          | Kojak                                     | Calvelli                                        | - 1 epizód - magyar hangja: - Várkonyi András             |
| 1975      |                                | Foster and Laurie                         | Ianucci                                         | tévéfilm                                                  |
| 1976      |                                | Police Story                              | Cecil Gaines                                    | 1 epizód                                                  |
| 1976      |                                | Monster Squad                             | rabló                                           | 1 epizód                                                  |
| 1977      |                                | Nowhere to Hide                           | Rick                                            | tévéfilm                                                  |
| 1983      | Knight Rider                   | Knight Rider                              | aranyórás rabló (nem szerepel a stáblistán)     | - 1 epizód - magyar hangja: - Végh Péter                  |
| 1984      | Cagney és Lacey                | Cagney & Lacey                            | Felix Parinchinko                               | 1 epizód                                                  |
| 1985      |                                | The Equalizer                             | Goldman                                         | 1 epizód                                                  |
| 1985      | Miami Vice                     | Miami Vice                                | Louie Gallo nyomozó (nem szerepel a stáblistán) | - 1 epizód - magyar hangja: - Megyeri János               |
| 1985      |                                | Fame                                      | Hunk Pepitone / Doran                           | 2 epizód                                                  |
| 1986      | Kurázsi                        | Courage                                   | Angelo Cervi                                    | tévéfilm                                                  |
| 1988–1989 |                                | Friday's Curse                            | Eric / Victor Haas                              | 2 epizód                                                  |
| 1989      | A tökéletes tanú               | Perfect Witness                           | Lucca                                           | - tévéfilm - magyar hangja: - Barbinek Péter              |
| 1990      |                                | L.A. Law                                  | William Mayer                                   | 1 epizód (nem szerepel a stáblistán)                      |
| 1990      |                                | The Marshall Chronicles                   | Mr. Gelormino                                   | 1 epizód                                                  |
| 1991      | Quantum Leap – Az időutazó     | Quantum Leap                              | Dr. Masters                                     | 1 epizód                                                  |
| 1991      |                                | Palace Guard                              | Belarosa                                        | 1 epizód                                                  |
| 1992–1995 | Kisvárosi rejtélyek            | Picket Fences                             | Frank                                           | 3 epizód                                                  |
| 1995      |                                | The Courtyard                             | Dog Man                                         | tévéfilm                                                  |
| 1995      |                                | The Marshal                               | Marvin Kendall                                  | 1 epizód                                                  |
| 1996      | Tűzoltók                       | L.A. Firefighters                         | ismeretlen szerep                               | 1 epizód                                                  |
| 1996      |                                | The Rockford Files: Friends and Foul Play | Joseph „Happy” Cartello                         | tévéfilm                                                  |
| 1997      | A Kaméleon                     | The Pretender                             | Carl Will                                       | 1 epizód                                                  |
| 1998      |                                | Felicity                                  | Mr. Kinney                                      | 1 epizód                                                  |
| 1998      | Pokoli szolgálat               | Brimstone                                 | Harry                                           | 1 epizód                                                  |
| 2000      | Az elnök emberei               | The West Wing                             | Glassman rabbi                                  | 1 epizód                                                  |
| 2000–2001 | Szeretünk Raymond              | Everybody Loves Raymond                   | Marco Fogagnolo / Signore                       | 6 epizód                                                  |
| 2000–2004 | Maffiózók                      | The Sopranos                              | Richie Aprile                                   | 11 epizód                                                 |
| 2001      |                                | The Fighting Fitzgeralds                  | Joe Sambarelli                                  | 1 epizód                                                  |
| 2001      |                                | James Dean                                | Daniel Mann                                     | tévéfilm                                                  |
| 2001      | Amynek ítélve                  | Judging Amy                               | Henry Pagano                                    | 1 epizód                                                  |
| 2002      | Az ügyosztály                  | The Division                              | Edgar Lessing                                   | 1 epizód                                                  |
| 2002–2003 |                                | Boomtown                                  | Paul Turcotte                                   | 3 epizód                                                  |
| 2003      |                                | A.U.S.A.                                  | Carmine Schiavelli                              | 1 epizód                                                  |
| 2003      |                                | Life with Bonnie                          | Névtelen szerző                                 | 1 epizód                                                  |
| 2004      | Cuki a sütid (Édes pillanatok) | Just Desserts                             | Fab nagybácsi                                   | - tévéfilm - magyar hangja: - Rosta Sándor - Pálfai Péter |
| 2004      | Kísértő igazság                | Murder Without Conviction                 | James Talley / Edward Talley 55 éves korában    | - tévéfilm - magyar hangja: - Csankó Zoltán               |
| 2011      |                                | Workers' Comp                             | Joe                                             | tévéfilm                                                  |
| 2016      | Bakelit                        | Vinyl                                     | Vince Finestra                                  | 2 epizód                                                  |
| 2016      |                                | Aquarius                                  | Danilo Hodiak                                   | 1 epizód                                                  |
| 2022      | Grace és Frankie               | Grace and Frankie                         | Mr. Purcelli                                    | 1 epizód                                                  |

### Színház
| Év   | Magyar cím        | Eredeti cím               | Szerep        | Megjegyzés                      |
| ---- | ----------------- | ------------------------- | ------------- | ------------------------------- |
| 1978 |                   | Momma's Little Angels     | Larry Mastice | Quaigh Theater                  |
| 1985 | Rekviem a ringben | Requiem for a Heavyweight | Army Hakes    | Martin Beck Theatre             |
| 2001 |                   | Seltzer Man               | Seymour Cohen | Tiffany Theater                 |
| 2011 |                   | Moses Supposes            |               | Zephyr Theatre                  |
| 2015 |                   | A Queen for a Day         | Giovanni      | Theater at St. Clement's Church |

## Díjai és elismerései
| Év   | Díj                                 | Kategória | Alkotás címe                                                              | Eredmény |
| ---- | ----------------------------------- | --- | ------------------------------------------------------------------------- | -------- |
| 1985 | Drama Desk-díj                      | Kiváló férfi szereplő egy színdarabban | Rekviem a ringben                                                         | Jelölve  |
| 2001 | Screen Actors Guild-díj             | Legjobb szereplőgárda (drámasorozat) (megosztva: James Gandolfini, Edie Falco, Lorraine Bracco, Dominic Chianese, Drea de Matteo, Jamie-Lynn Sigler, Michael Imperioli, Nancy Marchand, Robert Iler, Tony Sirico, Aida Turturro, Steven Van Zandt, Vincent Pastore) | Maffiózók                                                                 | Jelölve  |
| 2012 | Wild Rose Independent Film Festival | Legjobb mellékszereplő | Just 45 Minutes from Broadway (megosztva: Steve Kennevan, Noah Applebaum) | Elnyerte |